# Große Wünnow
Die Große Wünnow ist ein Nebengewässer der Müritz nahe Röbel/Müritz im Landkreis Mecklenburgische Seenplatte in Mecklenburg-Vorpommern. Sie ist die Fortsetzung des Röbeler Binnensees der Müritz, knickt von diesem aber im rechten Winkel Richtung Osten ab. Sie hat eine Größe von etwa 28 Hektar und liegt auf 62,1 m ü. NHN. Die maximale Ausdehnung des Sees beträgt 1200 Meter mal 360 Meter. Durch das Sumpfgebiet Sülwerhop, das von Norden her in die Große Wünnow ragt, wird der See in zwei ungleich große Abschnitte geteilt, die durch einen nur rund 30 Meter breiten Durchlass verbunden sind. Die übrigen Ufer werden von Äckern und Wiesen eingenommen, deren Entwässerungsgräben die einzigen Zuflüsse sind.
Am Südufer befindet sich eine große Anzahl von Bootshäusern. Der Müritz-Radrundweg führt direkt am Ufer entlang.

## Nachweise
1. ↑  Geodatenviewer des Amtes für Geoinformation, Vermessungs- und Katasterwesen Mecklenburg-Vorpommern (Hinweise)